# Basilika Nuestra Señora del Prado

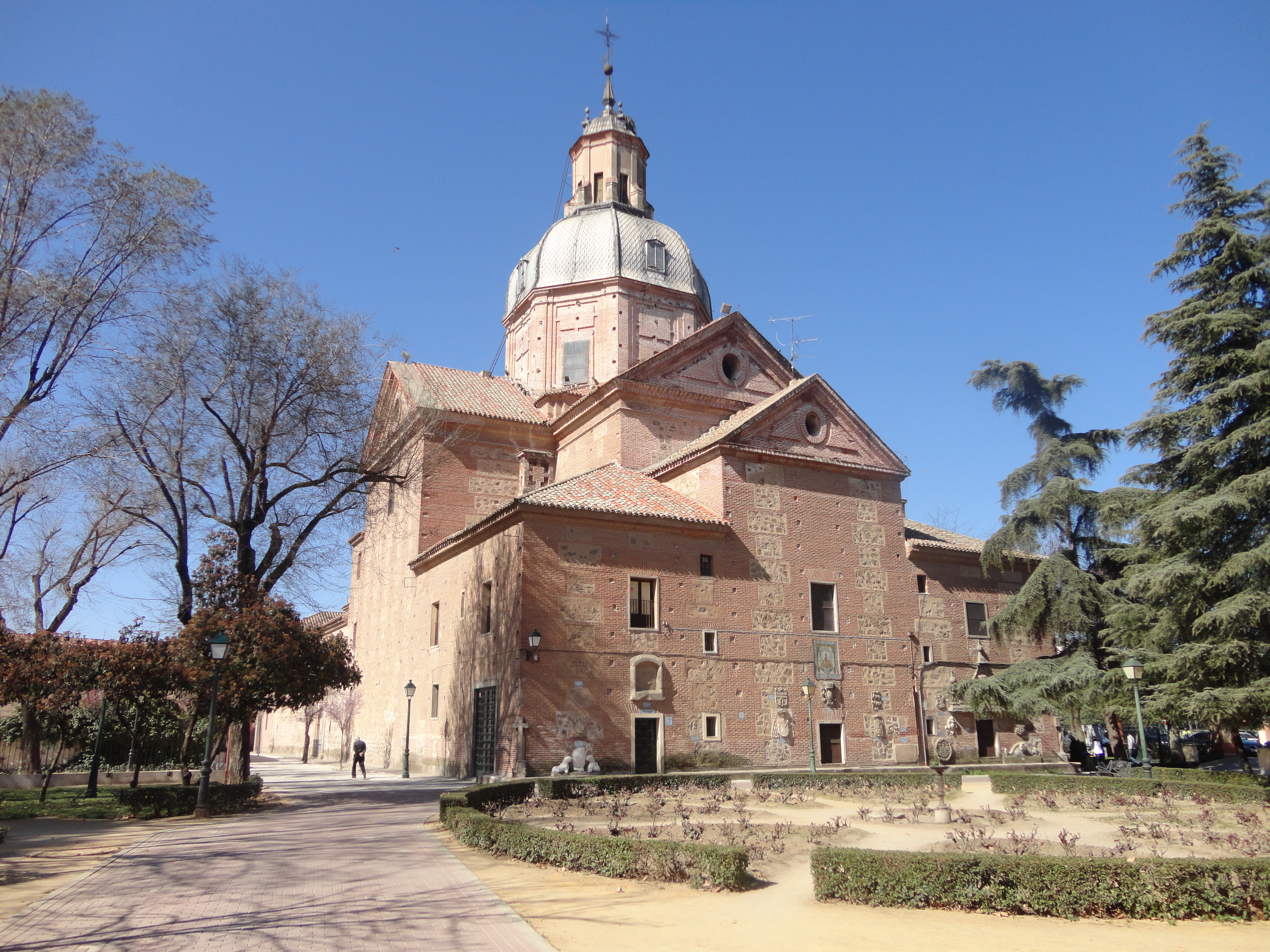
Basilika Nuestra Señora del Prado

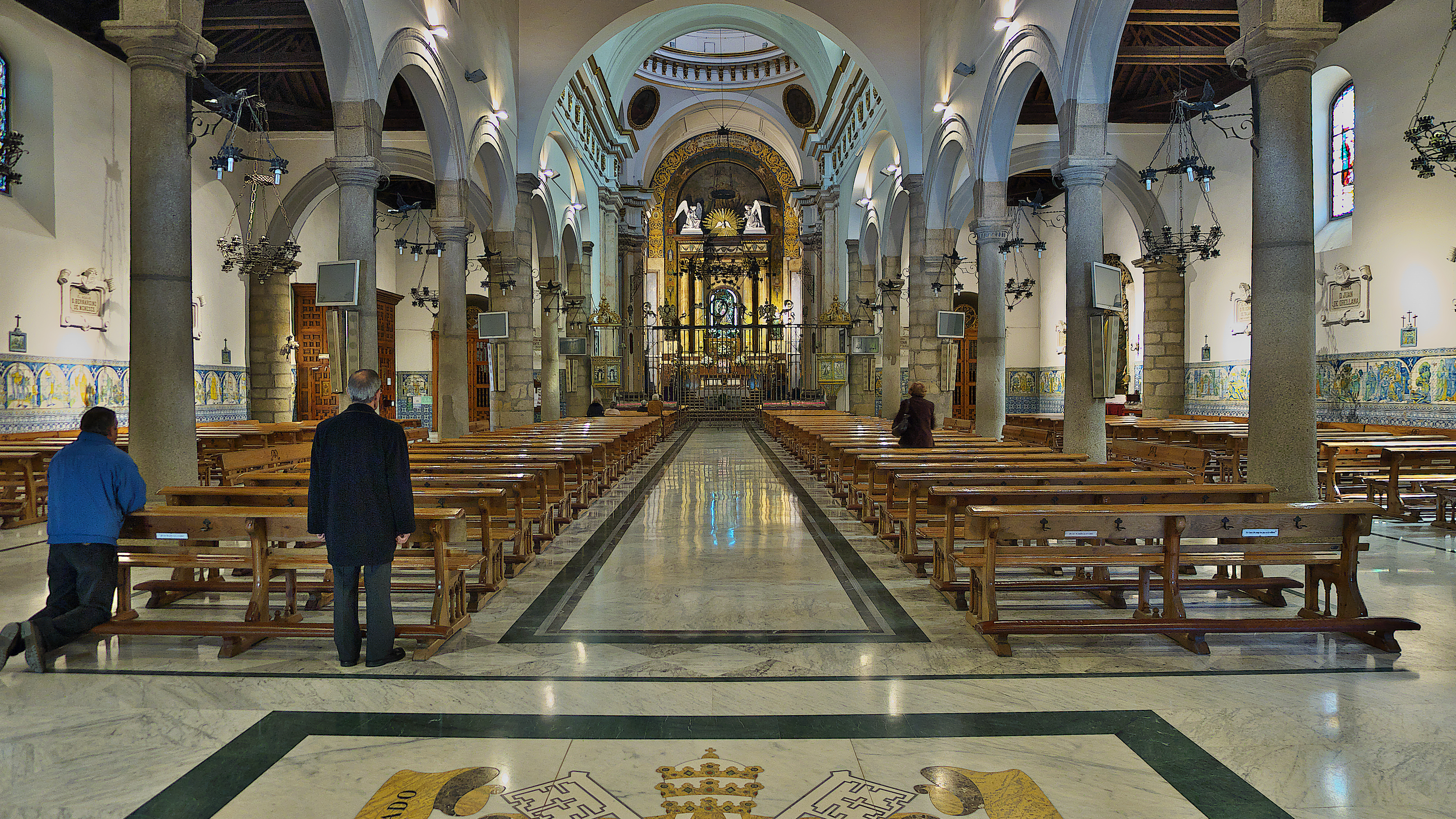
Innenraum

Die Basilika Nuestra Señora del Prado (deutsch Basilika Unserer Lieben Frau von Prado) ist eine römisch-katholische Kirche in Talavera de la Reina in der spanischen Autonomen Gemeinschaft Kastilien-La Mancha. Die Kirche des Erzbistums Toledo ist der Gottesmutter Maria gewidmet und trägt den Titel einer Basilica minor. Die aus dem 16. und 17. Jahrhundert stammende Kirche steht zusammen mit dem umliegenden Prado-Garten Bien de Interés Cultural unter Denkmalschutz.

## Geschichte
An der Stelle der heutigen Kirche nahe dem alten Caesarobriga wurde bereits in der Antike ein Tempel errichtet, der Pales und Ceres geweiht war. Mit der Christianisierung in der westgotischen Zeit wurde eine Kirche errichtet, die von König Liuva II. nach der Überlieferung ein Bild der Jungfrau von Prado erhielt. Einige Quellen deuten darauf hin, dass auch während der muslimischen Herrschaft die christliche Anbetung in der Einsiedelei blieb. Nach der Reconquista wurde die Kirche im Mudejar-Stil wieder aufgebaut. Zu dieser Zeit wurde sie wahrscheinlich mit dem heutigen Bild der Jungfrau von Prado ausgestattet. Bereits im 16. Jahrhundert wurde dieses Gebäude durch einen Neubau im Renaissance-Stil ersetzt. Zu dieser Zeit war es schon so groß, dass Philipp II. sie als „Königin der Einsiedeleien“ bezeichnete. Während das Langhaus erhalten blieb, wurden 1649 durch Bruder Lorenzo de San Nicols der Chor durch die heutige Hauptkapelle ersetzt und das Querschiff mit der Kuppel errichtet. Nach den Verwüstungen, die durch die französische Invasion verursacht wurden, wurden 1855 weitere Umbauten durchgeführt. 1989 erhob Papst Johannes Paul II. in den Rang einer der Basilica minor.

## Beschreibung
Die heutige Kirche zeigt Elemente des Renaissance- und Barockstils. Die Basilika besitzt den Grundriss eines lateinischen Kreuzes, darüber erhebt sich eine Vierungskuppel auf einem Tambour, gekrönt von einer Laterne. Die barocke Hauptkapelle ist mit einem Tonnengewölbe mit Lünetten bedeckt. All dies ist mit Säulen, Kapitellen und Gipselemente dekoriert. Der Triumphbogen bildet den Übergang zu den drei Renaissance-Schiffen, die durch Halbkreisbögen auf toskanischen Säulen getrennt und Holzkassetten bedeckt sind. An der Spitze der Kirche befindet sich die Camarín de la Virgen, die von einer ovalen Kuppel überdacht ist. Von außen sind die ausgeprägte Vertikalität der Volumina der Hauptkapelle und die Ziegeldekoration der Gesimse und Giebel bemerkenswert. Der geräumige Portikus wird von toskanischen Steinsäulen und abgesenkten Bögen getragen, darüber erhebt sich ein gemauerter Glockengiebel.

## Keramik

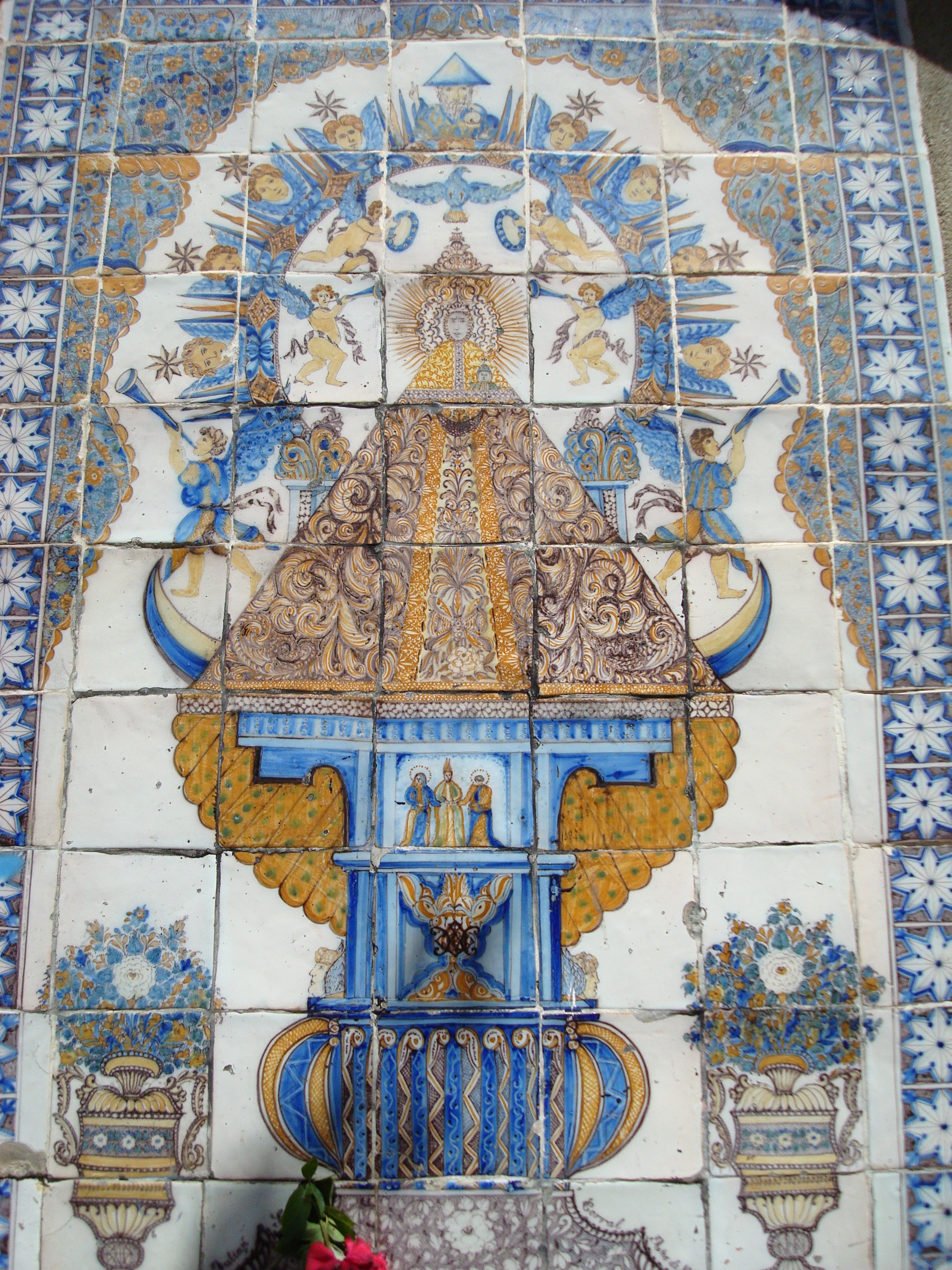
Schutzmantelmadonna

Die keramische Dekoration der Basilika, vom 16. bis zum 20. Jahrhundert entstanden, ist von unschätzbarem Wert. Die Keramikfliesen, die die Sockel in den Seitenschiffen schmücken, sind auf das 17. Jahrhundert datiert, als die Keramik aus Talavera national und in den amerikanischen Kolonien hohes Ansehen genoss. Auf der Seite des Evangeliums stellen die Fliesen die Genealogie Christi dar, während auf der Epistelseite Szenen aus dem Leben der Muttergottes dargestellt werden. Einige der Entwürfe wurden von Experten mit den Schülern von El Greco in Verbindung gebracht, und zwar wegen der stilisierten Merkmale und Ausdrücke der dargestellten Figuren. Andere wertvolle Tafeln aus dem 16. Jahrhundert stammen aus der nicht mehr existierenden Kirche St. Antón. Bemerkenswert ist das große Keramik-Altarbild, das die rechte Seite der Hauptkapelle schmückt.